# Windmühle aus Borsfleth

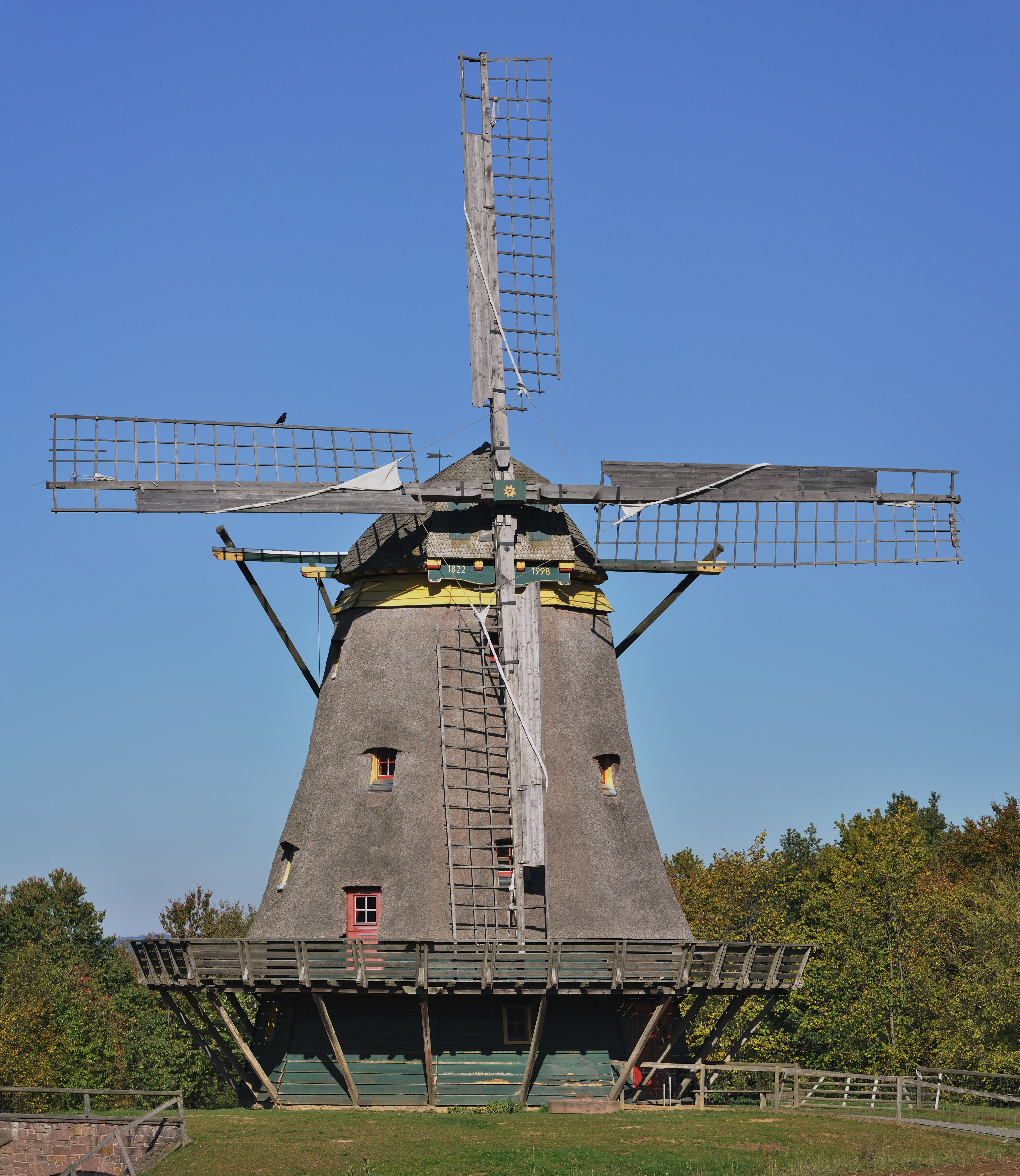
Windmühle aus Borsfleth

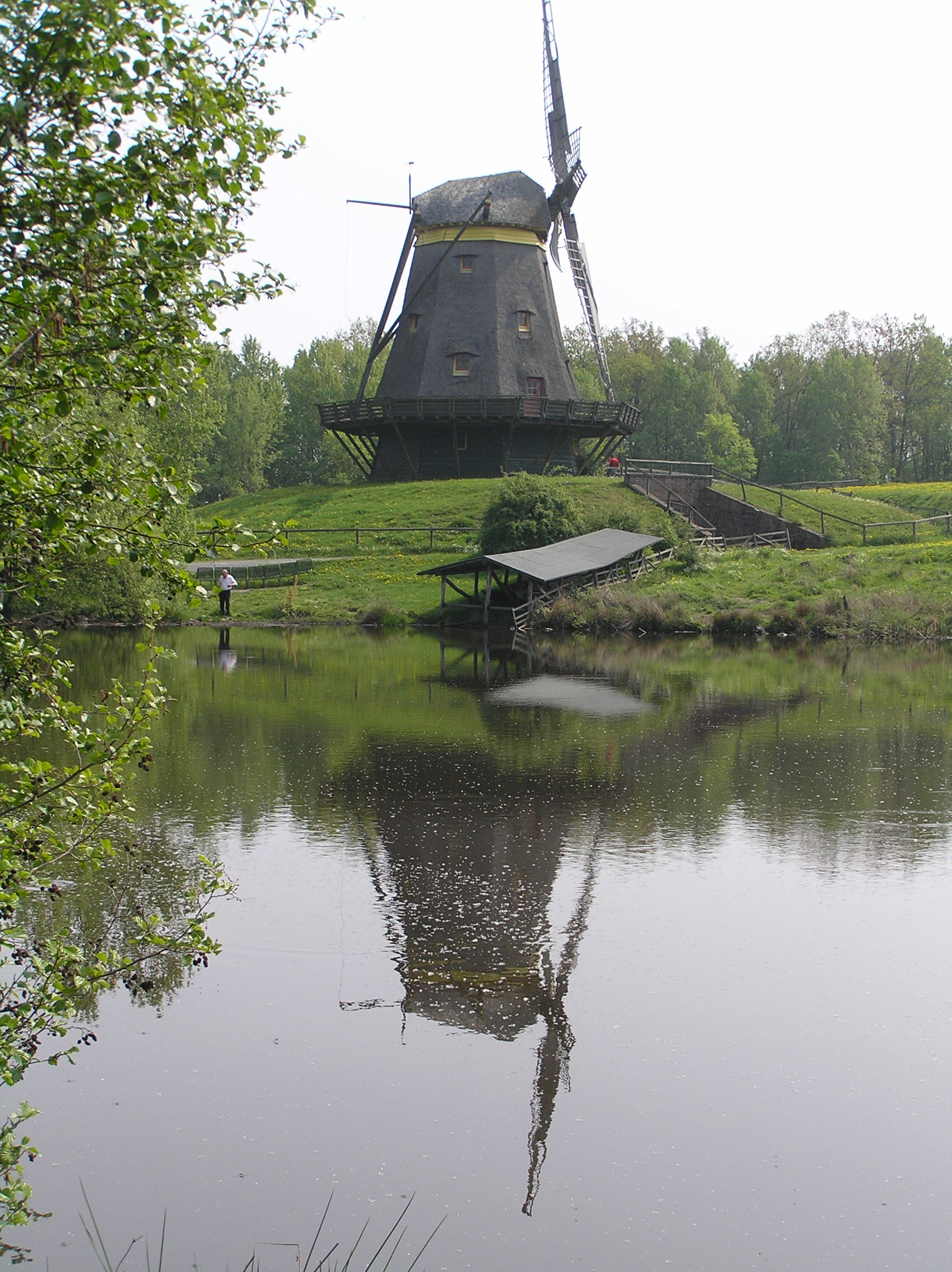
Sicht vom Weiher

Die Windmühle aus Borsfleth aus dem Jahr 1822 wurde in Borsfleth abgetragen und im Hessenpark neu aufgebaut.

## Die Windmühle im Hessenpark
Als der Hessenpark Ende der 1970er Jahre entstand, bestanden keine nordhessischen Mühlen mehr. Lediglich Planunterlagen nordhessischer Windmühlen sind erhalten. Daher wurde eine Windmühle aus Schleswig-Holstein in den Hessenpark transloziert, die große Ähnlichkeit mit historischen Windmühlen Nordhessens aufwies.
Die Windmühle aus Borsfleth ist eine Holländerwindmühle oder Kappenwindmühle. Hier ist die Kappe mit den Windmühlenflügeln drehbar gelagert und erlaubt so, die Mühle in den Wind zu stellen.
Vor dem Abbau wurde die Mühle und die technische Einrichtung durch den Zimmermeister Ernst Hoop aufgemessen. Die Mahlmühle mit der ursprünglichen Einrichtung ist im Hessenpark voll funktionstüchtig erhalten. Die Außenverkleidung wurde nach historischem Beispiel gestaltet. Hierzu gehört die Eindeckung mit Holzschindeln und die Verschalung des Rumpfes mit waagerechten Brettern mit Riedeindeckung bis zur Höhe der umlaufenden Galerie.
Auf dem achteckigen Grundriss mit einem Durchmesser von 10,144 Metern der Mühle tragen die 12,20 Meter hohen wuchtigen Eckständer die Hauptlast. Die Kappe mit Mechanik und Flügeln wiegt etwa 20 Tonnen. Die Höhe der Mühle bis zur Kappe beträgt 16 Meter, bis zur Spitze der Flügel misst sie 26 Meter.
Im Hessenpark ist die Mühle unterkellert. Hierdurch wird zum einen das Gefälle ausgeglichen und zum anderen ein ausreichend stabiles Fundament auf dem gewachsenen Boden geschaffen. Diese Konstruktion entspricht auch historischen Vorbildern. Mühlen dieses Typs wurden in Nordhessen typischerweise auf dem Gipfel eines Hügels errichtet und ebenfalls unterkellert. Im Hessenpark ist die Bergseite des Kellers mit Erde bedeckt, vom benachbarten See aus führt ein Tunnelgang in den Keller, der als Lagerfläche dient. Aus statischen Gründen ist der aus Natursteinen gemauerte Keller von einem Stahlbetondach überdeckt, auf dem die Mühle steht.

## Geschichte der Mühle in Borsfleth
Vermutlich stand am alten Standort der Mühle bereits im 15. Jahrhundert eine Kornmühle in der Form einer Bockwindmühle. Diese wurde im Dreißigjährigen Krieg, wahrscheinlich bei der Belagerung der Festung Krempe 1627–1629, zerstört. 1635 wurde am gleichen Standort eine neue Bockwindmühle, die „königliche Mühle“, errichtet und vom Landesherrn, dem dänischen König, der gleichzeitig Herzog von Holstein war, als Bannmühle verpachtet. Mehrfach wurde die Mühle bei Sturmfluten, insbesondere bei der Sturmflut vom 7. Oktober 1756, überflutet. Im Dezember 1813 wurde die Mühle im Rahmen der Belagerung Glückstadts in Mitleidenschaft gezogen. In einem Gutachten von 1820 wurde die Mühle als veraltet und verfallen bezeichnet. 1822 wurde daher die heutige Mühle errichtet. Das Bauwerk des Glückstädter Zimmermeisters Sendorf war mit einer Flügellänge von 12 Metern und sechs Mahlgängen deutlich produktiver als die alte Mühle. 1834 endete der Mühlenzwang und 1867 wurde die Mühle privatisiert. Neuer Besitzer war der Müller Michael Christopher Schulz. Die Mühle war nun zunehmend erfolgreich. Sie spezialisierte sich auf Futtermischungen. Die unterschiedlichen ausländischen Getreide wurden mit kleinen Flachseglern zur Mühle transportiert und dort gemahlen und gemischt. Eine Vielzahl von Nebengebäuden entstand in dieser Zeit. Auch wurde ein Ausflugslokal mit Kegelbahn angebaut. Der Protektionismus der 1920er Jahre beendet das Geschäftsmodell. Das Geschäft der Futtermischung ging stark zurück, das Ausflugslokal wurde geschlossen. Die Elektrifizierung trug dazu bei, dass Windmühlen zunehmend weniger wettbewerbsfähig wurden. Als die Mühle 1960 ihr 350-jähriges Jubiläum feierte, war sie bereits stillgelegt.